# 吉羅拉莫·薩佛納羅拉
吉羅拉莫·薩佛納羅拉（義大利語：Girolamo Savonarola，義大利語發音：[dʒiˈrɔːlamo savonaˈrɔːla]；1452年9月21日—1498年5月23日）是一位意大利道明會修士，從1494年到1498年擔任佛羅倫斯的精神和世俗領袖。他以在虛榮之火事件中反對文藝復興藝術和哲學，焚燒藝術品和非宗教類書籍，毀滅被他認為不道德的奢侈品，以及嚴厲的講道著稱。他的講道往往充滿批評，並直接針對當時的教宗亞歷山大六世以及美第奇家族。薩佛納羅拉因施政嚴苛而被佛羅倫斯的市民推翻，以火刑處死。

## 簡介
薩佛納羅拉生於義大利的費拉拉，幼年就開始研讀《聖經》和聖托馬斯·阿奎那和亞裏士多德的著作。他一開始就讀法萊拉大學，似乎曾獲得高級的藝術或文學類學位。在這個時期，他反對宗教腐敗和世俗享樂的立場就已經在他幾部詩作中體現出來。
薩佛納羅拉在1475年成為道明會的修士，並加入了波隆那的聖道明修道院。1482年，他被派往佛羅倫斯。他第一次佛羅倫斯之行幾無紀錄，五年之後他沒沒無聞的回到波隆那繼續研修神學。
1490年薩佛納羅拉被皮寇·德拉·米蘭多拉伯爵邀請，再次回到佛羅倫斯。這一次他著重於末世的講道開始漸漸得到重視，除了宣揚聖經內容，他還經常聲稱自己得到上帝的神諭，可以跟上帝或者聖人直接交談。這樣激烈的講道在當時並非罕見，但是接下來幾年發生的一系列歷史事件，有些可以用他的預言來解釋。比如意大利戰爭、美第奇家族的衰落、瘟疫爆發等等。文藝復興時期佛羅倫斯富商和貴族在古董和藝術上花費大筆金錢，造成嚴重的貧富不均。薩佛納羅拉這個時候宣揚摒棄人世間財富，追求耶穌基督的精神救贖，也博得很多中下層平民的支持。加之1500年馬上就要來臨，這樣整數的年度給基督徒造成一種末世的錯覺，所以人們就更容易受到末世論的蠱惑。薩佛納羅拉在講道中激烈的反對當時的教宗亞歷山大六世，以及佛羅倫斯的主導家族美第奇家族，即便後者是他的資助人。
1494年法國國王查理八世入侵佛羅倫斯，掌權的美第奇家族被推翻，薩佛納羅拉成為佛羅倫斯新的精神和世俗領袖。他建立了佛羅倫斯宗教共和國，開始各種清規戒律定為法律，例如禁止飲酒、賭博甚至是下棋，把原來僅僅是罰款的同性性行為變成可以用死刑來懲罰的犯罪行為。他最有名的政績則是在1497年，他和一群跟隨者們在佛羅倫斯市政廳廣場點起一堆熊熊大火，薩佛納羅拉稱之為“虛榮之火”。他派遣兒童逐家逐戶搜集“世俗享樂物品”，包括：鏡子、化妝品、畫像、異教書籍、非天主教主題雕塑、賭博遊戲器具、西洋棋、魯特琴和其他樂器、做工精細的衣著、女人的帽子和所有古典詩作，然後把搜集起來的這些東西一並扔進火裏燒掉。很多文藝復興時期偉大的藝術品都被永遠的焚毁了。米蘭多拉等學者在這一時期都成為了他的追隨者。曾經熱愛異教主題的著名文藝復興畫家桑德罗·波提切利，晚年也沈溺於薩佛納羅拉的講道，親自把很多晚期作品扔進火裏。
佛羅倫斯人很快厭倦了薩佛納羅拉的嚴厲，部分原因也在於薩佛納羅拉反對商業經營，以商業為主的佛羅倫斯一直陷於貧困之中。1500年越来越近也不見世界末日來臨，更沒有救世主拯救佛羅倫斯人民，1497年5月4日，一群人在薩佛納羅拉講道時生事起鬨，隨後很快演變成民變。薩佛納羅拉的跟隨者漸漸離開，酒館再次開放，人們開始公開賭博。
1497年5月13日，亞歷山大六世把薩佛納羅拉處以破門律。1498年教宗公開要求佛羅倫斯逮捕並處死薩佛納羅拉。4月8日，一群人襲擊了佛羅倫斯聖瑪爾谷大殿，在血腥廝殺之後，薩佛納羅拉帶領兩位跟隨的修士多米尼克·達·帕奇亞和薩爾維斯特羅投降。薩佛納羅拉被指控信仰異教、偽造預言、妨礙治安等等罪名。

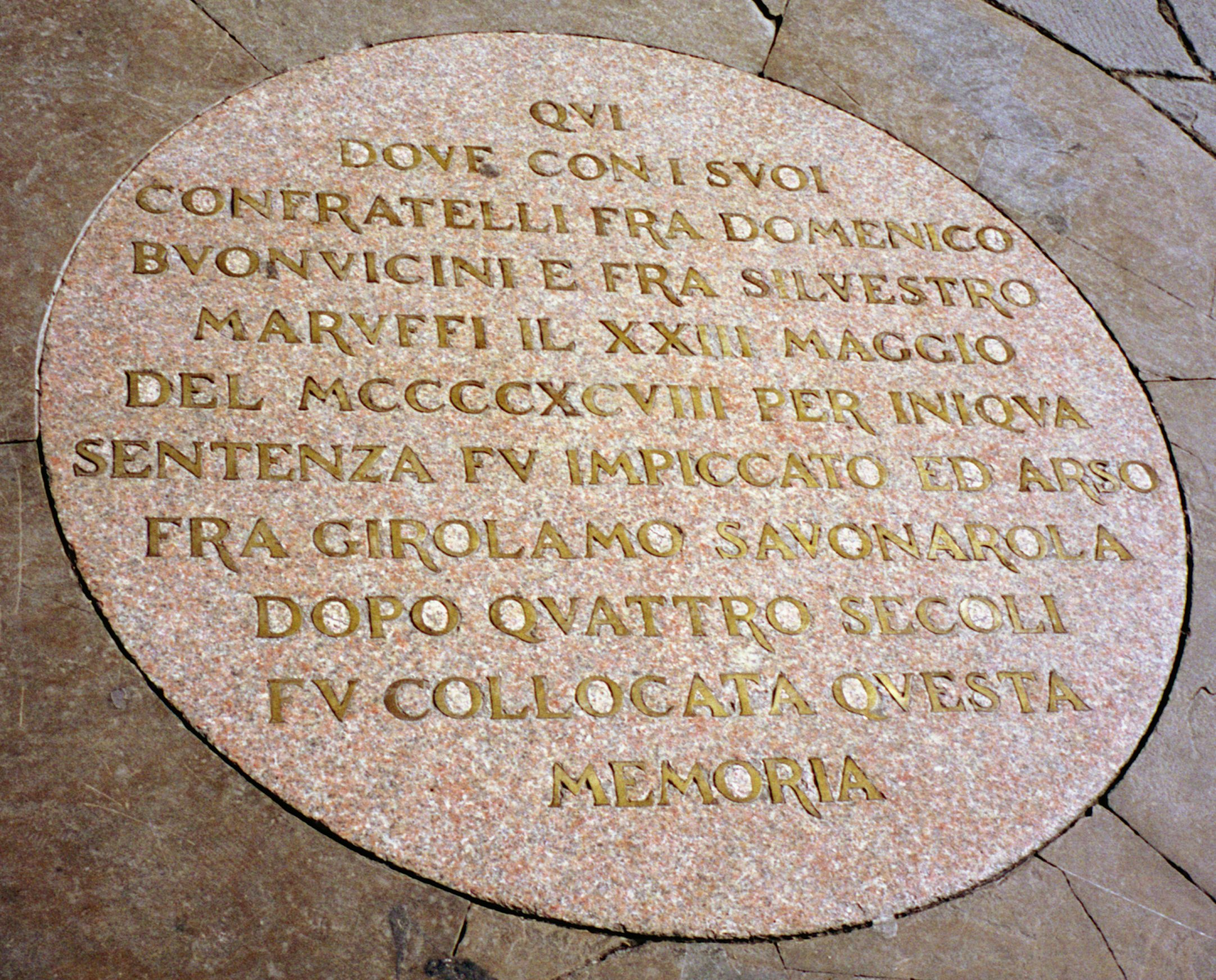
領主廣場上薩佛納羅拉被處決處

隨後的幾個星期，薩佛納羅拉和兩名跟隨者經受了嚴酷的折磨刑求。行刑人故意留下他的右手完整，這樣他才能簽署認罪書。最終三個人都簽下自白。與此同時，薩佛納羅拉還完成了兩篇默想，大致是說他的肉體如何脆弱，無法經受折磨所以承認了沒有犯下的罪行云云。1498年5月23日，他和另外兩名修士被同時處以火刑。就在薩佛納羅拉當初點燃“虛榮之火”的地方，他自己也被燒成灰燼。他死後不久，美第奇家族再次掌權，推翻共和國，自封為托斯卡納大公。

## 延伸阅读
- Dall'Aglio, Stefano "Savonarola and Savonarolism" (Toronto, 2010)
- Macey, Patrick Bonfire Songs: Savonarola's Musical Legacy Clarendon Press, Oxford, 1988.
- Polizzotto, Lorenzo "The Elect Nation; The Savonarola Movement in Florence 1494–1545" (Oxford, 1994)
- Ridolfi, Roberto "Vita di Girolamo Savonarola" 6th ed., ed. A.F. Verde, Florence, 1997).
- Weinstein, Donald "Savonarola the Rise and Fall of a Renaissance Prophet" (New Haven, 2011) ISBN 978-0-300-11193-4
- Roeder, Ralph Edmund LeClercq "The Man of the Renaissance: Four Lawgivers, Savanarola, Machiavelli, Castiglione, Aretino", The Viking Press, 1933.